# Sistema Especial de Liquidação e de Custódia
No Brasil, o Sistema Especial de Liquidação e de Custódia (Selic), criado em 14 de novembro de 1979, é um sistema informatizado destinado ao registro, custódia e liquidação de títulos públicos emitidos pelo Tesouro Nacional.
Somente as instituições financeiras credenciadas pelo Banco Central do Brasil têm acesso ao Selic, o qual opera em tempo real, permitindo que os negócios tenham liquidação imediata. Os operadores das instituições envolvidas em uma transação com esses títulos, após acertarem os negócios, transferem estas operações, via terminal, ao Selic. O sistema imediatamente transfere o registro do título para o comprador e faz o crédito na conta do vendedor do título. Ambas as partes têm certeza da validade da operação efetuada.
Os títulos são escriturais e administrados pelo Departamento de Operações de Mercado Aberto do Banco Central (Demab). O Selic opera basicamente com títulos emitidos pelo Tesouro Nacional, para o Banco Central do Brasil. 